# Симонянц, Эдуард Григорьевич
Эдуа́рд Григо́рьевич Симоня́нц (арм. Էդուարդ Գրիգորիի Սիմոնյանց), (1937—2005) — армянский политический и военный деятель, генерал-майор.

## Биография
Родился в 1937 году в г. Грозный. Там окончил технологический нефтяной институт. 
- До 1990 года — работал по специальности на предприятиях Москвы и Армении, занимался проблемами микробиологии.
- С 1990 — был переведен в аппарат главного советника по национальной безопасности Армении, первым заместителем советника (1991—1993).
- 1993—1994 — был министром национальной безопасности Армении.
- С 1994 — работал на различных должностях в аппарате национальной безопасности.
- Руководитель аналитической группы АИЦ «Варкац».
- Член Совета старейшин Форума интеллигенции.
- Член-основатель общественной инициативы «Защита освобожденных территорий».